# فرودگاه منطقه‌ای آلاموگوردو–وایت سندز
فرودگاه منطقه‌ای آلاموگوردو-وایت سندز (به انگلیسی: Alamogordo-White Sands Regional Airport) یک فرودگاه همگانی بهره‌برداری هوایی با کد یاتا ALM است که یک باند فرود آسفالت دارد و طول باند آن ۲۱۳۵ متر است. این فرودگاه در کشور ایالات متحده آمریکا قرار دارد و در ارتفاع ۱۲۸۰ متری از سطح دریا واقع شده‌است.